# Шпиловский, Хиларий
Хиларий (Иларий) Шпиловский (Шпилевский) (1754—1827; пол. Hilary Szpilowski) — архитектор, представитель классицизма и неоготики; профессор Александровского Варшавского университета.

## Биография
Хилари Шпиловский родился в 1754 году, обучался в Варшаве и за границей; по возвращении из-за рубежа был назначен казённым архитектором. По его планам было выстроено несколько десятков церквей, несколько дворцов (восстановлен, среди прочего, известный Казимировский дворец) и много частных домов очень изящного стиля. 

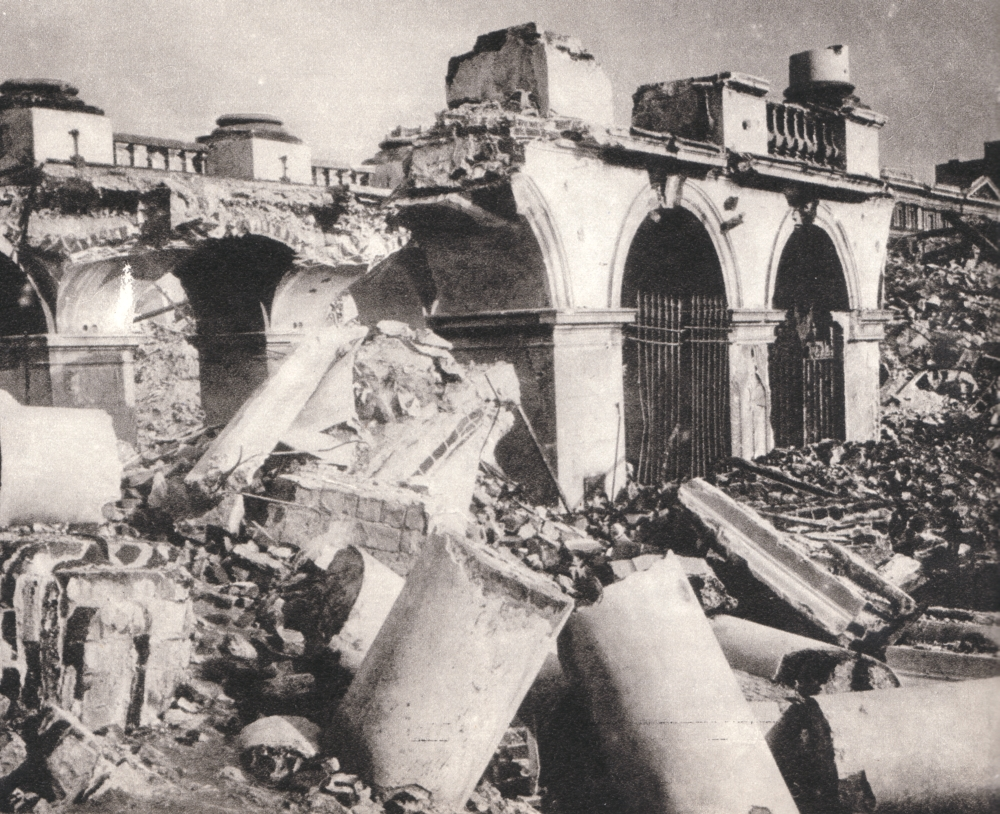
Развалины Саксонского дворца

С 1781 года работал под руководством Станислава Завадского. Опыт и художественный вкус Шпиловского сделали его имя очень известным в архитектурных кругах, и вскоре по образовании Варшавского Александровского университета он был приглашен занять кафедру изящных искусств. Должность профессора Шпиловский занимал до 1823 года, когда представил на художественную выставку, бывшую в Варшаве, написанный им акварелью проект нового фасада Кафедрального собора Святого Иоанна, заслуживший всеобщее одобрение. 
В 1826 году Шпиловским была исполнена переделка Саксонского дворца (был разрушен гитлеровскими войсками после поражения Варшавского восстания 1944 года и до настоящего времени не восстановлен; от него остались только три аркады, под которыми находится Могила Неизвестного Солдата) — последняя крупная работа архитектора. 
Хиларий Шпиловский скончался 10 марта 1827 года и был погребён на Свентокшишском кладбище польской столицы.